# Bouguedra
Bouguedra (franska: Bouguedra (CR), Bouguedra (Commune Rurale), arabiska: اليوسفية (البلدية)) är en kommun i Marocko.   Den ligger i provinsen Safi och regionen Marrakech-Safi, i den norra delen av landet, 280 km sydväst om huvudstaden Rabat. Antalet invånare är 20 142.